# Exposición Internacional de Okinawa
La Exposición Especializada de Okinawa de 1975 estuvo regulada por la Oficina Internacional de Exposiciones y tuvo lugar del 20 de julio de dicho año, al 18 de enero de 1976 en la ciudad japonesa de Okinawa. Su tema fue "El mar y su futuro". Tuvo una superficie de 101'17 hectáreas y recibió a 3.485.750 visitantes.

## Historia
La Expo 75 se concibió, en parte, para conmemorar la cesión estadounidense de Okinawa a Japón en 1972. El tema de la exposición fueron los océanos y se centró en las tecnologías oceanográficas, la vida marina y las culturas oceánicas. El lema fue «El mar que nos gustaría ver» (海－その望ましい未来, Umi - sono nozomashii mirai).
El evento se llevó a cabo en el extremo occidental de la península de Motobu, con una superficie de 1.000.000 de metros cuadrados (incluyendo zonas marítimas). Participaron treinta y siete naciones, junto con ocho organizaciones nacionales y tres internacionales. El orador principal de la jornada inaugural fue el autor estadounidense James A. Michener.
La exposición es la razón dada para la construcción del Hotel Nakagusuku.

## Países participantes
En esta exposición especializada participaron 33 países:
| Países participantes          | Países participantes | Países participantes | Países participantes |
| ----------------------------- | -------------------- | -------------------- | -------------------- |
| República Democrática Alemana | Australia            | Bulgaria             | Brasil               |
| Canadá                        | Colombia             | Corea del Sur        | Costa Rica           |
| Cuba                          | Egipto               | El Salvador          | EAU                  |
| España                        | Estados Unidos       | Filipinas            | Guatemala            |
| Honduras                      | Hungría              | India                | Irán                 |
| Italia                        | Kenia                | Japón                | Malasia              |
| Marruecos                     | Mónaco               | Nicaragua            | Reino Unido          |
| Samoa                         | Ucrania              | Unión Soviética      | Uruguay              |
| Santa Sede                    |                      |                      |                      |

También participaron otras organizaciones internacionales de las Naciones Unidas y la entonces Comunidad Económica Europea, y el territorio dependiente de las Antillas Neerlandesas.